# Domenico Negrone
Domenico Negrone (né en 1672 à Gênes et mort en 1736 dans la même ville) est le 147e doge de la république de Gênes et il fut également roi de Corse.

## Biographie
Né à Gênes en 1672 et baptisé en l'église San Pietro in Banchi, Domenico Negrone est Compère de l'Office de Saint Georges.
Son élection aux fonctions de doge de la république de Gênes a eu lieu le 13 octobre 1723 : il est cent-deuxième dans l'ordre de succession biennale et cent-quarante-septième de l'histoire républicaine. En tant que doge, il est également investi de la charge biennale de roi de Corse. Il succède donc à Benedetto Viale.
Durant son mandat de doge, Negrone décrète une augmentation de 10 % des taxes sur les marchandises en provenance du grand-duché de Toscane ; une mesure déjà mise en œuvre par son prédécesseur Cesare De Franchi et dont le résultat est un effondrement du commerce. En conséquence, ces augmentations successives sont par la suite supprimées.
Son mandat prend fin le 13 octobre 1725 mais il continue à servir la république dans d'autres fonctions, comme celles de membre du conseil de la Marine et député aux Affaires de guerre.
Domenico Negrone meurt courant 1736 à Gênes, ville où il est enterré au sanctuaire de Notre-Dame du Mont.

## Source de la traduction
- (it) Cet article est partiellement ou en totalité issu de l’article de Wikipédia en italien intitulé « Domenico Negrone » (voir la liste des auteurs).